# Colletes texanus
Colletes texanus là một loài Hymenoptera trong họ Colletidae. Loài này được Cresson mô tả khoa học năm 1872.